# أنيار - جانفيلييه - ليه كورتيي (مترو باريس)
أنيار - جان فيلييه - ليه كورتيي (بالفرنسية: Asnières - Gennevilliers - Les Courtilles) هي محطة مترو تابعة لمترو باريس تقع في فرنسا في مدينتي أنيار سور سين وجانفيلييه.

## مقالات ذات صلة
- مترو باريس
- قائمة محطات مترو باريس